# Zdena Wattersonová
Zdena Wattersonová-Foustková (17. února 1890, Třeboň, Rakousko-Uhersko – 19. prosince 1980, Praha, Československo) byla česká novinářka, překladatelka, publicistka, filmová referentka v Prager Presse a v revue Prospekt v letech 1930–1931. Své články a kritiky podepisovala šiframi z.w. nebo Z.W. Jako redaktorka pracovala pro Národní listy, Eva, Tribuna a Pestrý týden. Prosadila se i jako autorka knihy cestopisu Listy z Ameriky – 1931. Nejvýznamnější částí jejího života představovala překladatelská činnost, ve které se věnovala převážně překladům z angloamerické literatury.

## Filmová referentka a kritička
V listopadu 1930 se stala referentkou pro rubriku Film v revue Prospekt, kterou řídil J. J. Pavlík. Zde se věnovala oblasti českého hraného filmu a avantgardním tendencím ve francouzské a německé kinematografii na počátku 30. let 20. století. Její recenze se vyznačovaly kritickou analýzou, kdy dané dílo dosazovala do širších kulturních i společenských souvislostí.

## Filmové recenze
- C. a k. polní maršálek. Prospekt, ročník I, prosinec 1930, č. 2, str. 11, viz český hraný film 1930–1945, film. č. 33.
- Fidlovačka. Prospekt, ročník I, leden 1931, č. 3, str. 12, viz český hraný film 1930–1945, film. č. 93
- Aféra plukovníka Rédla. Prospekt, ročník, březen 1931, č. 5, str. 11, viz český hraný film 1930–1945, film. č. 6.
- Aféra plukovníka Rédla. Prospekt, ročník, duben 1931, č. 6, str. 10, viz český hraný film 1930–1945, film. č. 6. (německá verze).
- Ze soboty na neděli. Prospekt, ročník I, červen 1931, č. 8, str. 9,

## Překladatelská činnost
- Willa Catherová. Prospekt, ročník I, prosinec 1930, č. 2, str. 15–16.
- Dopis o anglosaské literatuře. Prospekt, ročník I, leden 1931, č. 3, str. 8.
- Eric Stewart Tattersall: Lawrence, člověk a nesmrtelný. Prospekt, ročník I, březen 1931, č. 5, str. 4. [překl.].
- Z nové angloamerické literatury. Prospekt, ročník I, březen 1931, č. 5, str. 11–12.
- Nové ženy angloamerické literatury. Prospekt, ročník I, květen 1931, č. 7, str. 3–4.
- Americká poesie. Prospekt, ročník I, 1931, č. 9–10, str. 9–13.